# Linotrigonia
Linotrigonia is een uitgestorven geslacht van tweekleppigen uit de  familie van de Pterotrigoniidae. 

## Soorten
- † Linotrigonia elegans (Baily, 1855)
- † Linotrigonia forbesii (Lycett, 1875)
- † Linotrigonia itongazi (Little, 1957)
- † Linotrigonia linifera van Hoepen, 1929
- † Linotrigonia nibelaensis M. Cooper, 1989
- † Linotrigonia plumosa van Hoepen, 1929
- † Linotrigonia umkwelanensis (Etheridge, 1904)
- † Linotrigonia venusta van Hoepen, 1929

### Synoniemeen
- Linotrigonia (Linotrigonia) danovi Saveliev, 1958 † † => Noelmorrisia danovi (Saveliev, 1958) †
- Linotrigonia (Linotrigonia) laeviarealis Saveliev, 1958 † † => Noelmorrisia laeviarealis (Saveliev, 1958) †
- Linotrigonia (Linotrigonia) ninae Saveliev, 1958 † † => Noelmorrisia ninae (Saveliev, 1958) †
- Linotrigonia (Oistotrigonia) Cox, 1952 † † => Oistotrigonia Cox, 1952 †
- Linotrigonia (Oistotrigonia) alekseitschiki Saveliev, 1958 † † => Oistotrigonia alekseitschiki (Saveliev, 1958) †
- Linotrigonia (Oistotrigonia) chongi Pérez & Reyes, 1985 † † => Renatoreyesia chongi (Pérez & Reyes, 1985) †
- Linotrigonia (Oistotrigonia) convexa Saveliev, 1958 † † => Oistotrigonia convexa (Saveliev, 1958) †
- Linotrigonia (Oistotrigonia) dragunovi Saveliev, 1958 † † => Oistotrigonia dragunovi (Saveliev, 1958) †
- Linotrigonia (Oistotrigonia) immutata Saveliev, 1958 † † => Bacatigonia immutata (Saveliev, 1958) †
- Linotrigonia (Oistotrigonia) lima Glaessner, 1958 † † => Oistotrigonia lima (Glaessner, 1958) †
- Linotrigonia (Oistotrigonia) rectaespinosa Saveliev, 1958 † † => Oistotrigonia rectaespinosa (Saveliev, 1958) †
- Linotrigonia (Oistotrigonia) sangmilensis Repman, 1967 † † => Oistotrigonia sangmilensis (Repman, 1967) †
- Linotrigonia (Oistotrigonia) tamalakensis Saveliev, 1958 † † => rOistotrigonia tamalakensis (Saveliev, 1958) †
- Linotrigonia forbesi (Lycett, 1875) † † => Linotrigonia forbesii (Lycett, 1875) †